# Nucupac
Nucupac är en ort i Mexiko.   Den ligger i kommunen Tecpatán och delstaten Chiapas, i den sydöstra delen av landet, 700 km öster om huvudstaden Mexico City. Nucupac ligger 483 meter över havet och antalet invånare är 165. Den ligger vid sjön Presa Nezahualcoyotl.
Terrängen runt Nucupac är huvudsakligen kuperad, men västerut är den platt. Runt Nucupac är det ganska glesbefolkat, med 42 invånare per kvadratkilometer. Närmaste större samhälle är Tecpatán, 10,6 km öster om Nucupac. Omgivningarna runt Nucupac är en mosaik av jordbruksmark och naturlig växtlighet.